# Dan II de Valachie
Dan II de Valachie, prince de Valachie de la Famille des Dănești est le fils aîné du prince Dan Ier de Valachie.

## Biographie
Il devient prince de Valachie avec l'appui de la Hongrie après la défaite et la mort de Mihail Ier. Il est quatre fois renversé par son rival Radu II Prasnaglava, demi-frère de Mihail Ier et candidat des Ottomans au trône. Dan II règne en effet de :
- août 1420 à mai 1421 ;
- novembre 1421 à l'été 1423 ;
- l'été 1423 à décembre 1424 ;
- mai 1426 à janvier 1427 ;
- du printemps 1427 à mars 1431.

Dan II est un vassal fidèle de Jean Hunyadi le futur régent de Hongrie, il remporte plusieurs batailles contre les Turcs, notamment le 26 février 1423, puis en 1425, appuyé par les mercenaires de l'italien Filippo Scolari (roumain Pippo Spano) et un contingent bulgare. Cette victoire permet de rétablir provisoirement à Lipova le prince Frujin fils d'Ivan Chichman. Dan II est encore vainqueur des ottomans le 26 février 1426 et enfin le 3 juin 1428 à Golubac.
Chassé une dernière fois du trône par un autre rival Alexandru Ier Aldea appuyé par le prince Alexandre Ier de Moldavie, il meurt le 1er juin 1431.

## Postérité
Dan II laisse une nombreuse descendance qui continue de s'opposer aux Draculesti :
- Basarab II de Valachie, prince de Valachie ;
- Dan III Danicul, prétendant au trône de Valachie ;
- Stanicul, prétendant au trône, aveuglé en décembre 1446 ;
- Vladislav II, prince de Valachie.
- Basarab III Laiotă cel Bătrân, prince de Valachie ;

## Sources
- (fr) Nicolas Iorga, Histoire des Roumains volume IV, les chevaliers, Bucarest (1937)
- (ro) Constantin C.Giurescu et Dinu C.Giurescu Istoria Românilor volume II (1352-1606), p. 114-115, Editura Stiintifica si Enciclopedica, Bucarest, 1976.